# 上海幸运星足球俱乐部
上海幸运星足球俱乐部，是中国上海的一家专门培养青少年足球运动员的足球俱乐部，其创立者是著名上海籍国脚申思、祁宏、张勇。
俱乐部宣传的目标是为2020年奥运会培养人才，其教练组中会集了多名退役的上海足球名将，除申思、祁宏、张勇外，还有王志罡、程海峰等。

## 成绩
成立初期俱乐部的小球员大多是在12岁以下，所以只参加U-12以下各年龄段的国内外比赛。2007年，俱乐部的U-12球队在祁宏的率领下夺得了全国少儿足球邀请赛亚军。2008年11月，新一届的U-12队又在韩国釜山夺得了国际少年足球邀请赛的季军，这也是俱乐部第一次参加国际比赛。
2009年初，五名幸运星俱乐部的U-14球员入选了中国国家少年队，引起关注。
2010年9月，幸运星U15队获u15男足联赛总决赛冠军。
2011年9月，幸运星U15队获u15男足联赛总决赛亚军。2010年10月，幸运星U17队获u17男足联赛总决赛冠军。

## 著名球员
- 陈晓毛 2011年加盟利物浦U-16预备队，现属上海绿地申花。
- 高准翼 2014年加盟日本职业足球乙级联赛球队富山胜利，现属河北华夏幸福。
- 徐骏敏 现属上海申鑫。
- 李晓明 现属上海绿地申花，获得过2016年中国足球协会年度最佳新人奖。